# Capsule Communicator
Cet article concerne le métier de l'aéronautique. Pour l'entreprise de jeux vidéo, voir Capcom.

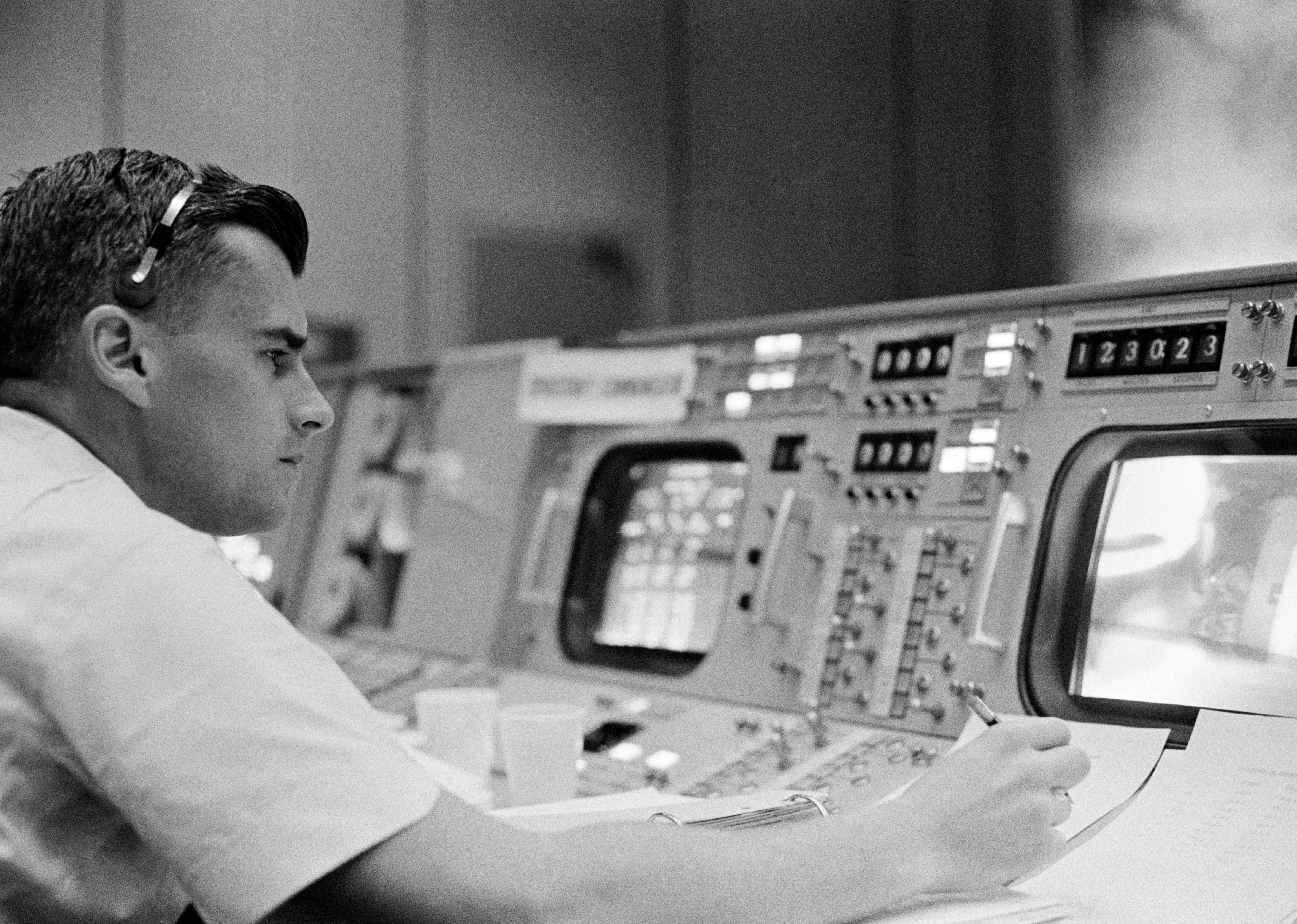
Roger B. Chaffee au centre de contrôle de mission durant la mission Gemini 3.

Un Capsule Communicator (CapCom) est un contrôleur de vol ou contrôleur des communications chargé de la communication avec l'équipage d'un vol spatial habité. Il est l'unique interlocuteur entre le contrôle et l'équipage.
Pendant une grande partie du programme spatial habité américain, la National Aeronautics and Space Administration (NASA) a estimé nécessaire le rôle d'un point de contact unique au Centre de contrôle de mission afin de se charger de toutes les communications avec les astronautes. Ce rôle était attribué à un autre astronaute (non affecté en mission) afin de permettre des échanges avec une meilleure compréhension. 
Dans les faits, sur les missions longues, plusieurs CapCom se remplaçaient sous la forme d'une rotation continue.